# Pretor
Pretor (łac. praetor – l.mn. praetores) – wyższy urzędnik w antycznym Rzymie mający tzw. władzę mniejszą (imperium minus). W czasie nieobecności konsulów, pretor (później dwóch, a nawet trzech) przejmował najwyższą władzę w mieście, mogąc nawet zwoływać posiedzenia senatu. Zasadniczym jednak zadaniem pretorów było sądownictwo. Ważnym uprawnieniem pretora było wydawanie edyktów (edykty pretorskie), w których ustalał on sposoby postępowania w sprawach niedostatecznie jasno uregulowanych przez ustawy (leges) czy prawo zwyczajowe. Owe edykty odegrały ważną rolę w rozwoju prawodawstwa i były uwzględniane w późniejszych kodyfikacjach prawa rzymskiego.
Do uprawnień pretora należało ponadto mianowanie prefektów (praefecti), którzy mieli władzę sądowniczą i porządkową w miastach italskich.
Oznakami władzy pretora było przysługujące mu krzesło kurulne i dwóch liktorów niosących fasces, zwane też sześciotoporowymi. Według Appiana pretorzy posiadali połowę dostojeństwa konsulów, którym przysługiwało 12 liktorów.
W okresie wczesnej republiki był tylko jeden pretor określany jako praetor maximus o nie do końca dla nas jasnych kompetencjach. Od 367 roku p.n.e.  lub 366 powoływano urząd pretora miejskiego (praetor urbanus) w celu odciążenia konsulów od obowiązków jurysdykcyjnych, którego podstawowym zadaniem była właśnie jurysdykcja cywilna na terenie miasta Rzymu. Początkowo pretor ten był wybierany tylko spośród patrycjuszy, plebejusze uzyskali dostęp do urzędu pretora od roku 337 p.n.e.. Dlatego patrycjusze przeforsowali odebranie władzy sądowniczej konsulowi. Od 242 r. p.n.e. istniał pretor do spraw cudzoziemców (praetor peregrinus), zajmujący się sprawami związanymi z coraz liczniej napływającymi do Rzymu cudzoziemcami. W 227 r. p.n.e., po przyłączeniu Sycylii i Sardynii jako prowincji, powołano do ich zarządzania dodatkowo 2 pretorów. Po reformach Sulli liczba pretorów wzrosła do 8, w czasach Cezara do 16, a za cesarza Klaudiusza do 18.
Nowe urzędy pretorskie, jakie powstawały od czasów Sulli, miały z reguły szczególne kompetencje, byli to urzędnicy jurysdykcyjni do konkretnych spraw: praetor de liberalibus causis (od wyzwoleń), praetor fideicommisarius (od zapisów spadkowych), praetor fiscalis (skarbowy), praetor hastarius, praetor tutelaris (od opieki), praetor aerarii (skarbowy).
W okresie republiki pretorzy byli wybierani przez komicja centurialne na jeden rok.
Po utworzeniu cesarstwa, za pryncypatu, pretorzy utrzymali swe uprawnienia w jurysdykcji cywilnej i karnej, ale już w czasach dominatu ich władza była czysto honorowa.